# EPR1
 El receptor de la peptidasa celular efectora 1, también conocido como EPR1, es un gen humano.
Este locus representa una transcripción antisentido del locus de survivina. El registro fue retirado en colaboración con HGNC. Fue definido como L26245.1, lo que parece ser un artefacto de clonación (PubMed).